# Lamteh
Lamteh (indonesiska: Gle Lamteh) är ett berg i Indonesien.   Det ligger i provinsen Aceh, i den västra delen av landet, 1 800 km nordväst om huvudstaden Jakarta. Toppen på Lamteh är 710 meter över havet, eller 190 meter över den omgivande terrängen. Bredden vid basen är 2,3 km.
Terrängen runt Lamteh är bergig österut, men västerut är den kuperad. Terrängen runt Lamteh sluttar västerut.Runt Lamteh är det glesbefolkat, med 8 invånare per kvadratkilometer. I omgivningarna runt Lamteh växer i huvudsak städsegrön lövskog.